# حمار زرد غرانت
حمار زرد غرانت (باللاتينية: Equus quagga boehmi) هو أصغر نويعات حمار الزرد السهلي، وهو ينتشر في سهول السرنغتي والماساي مارا بشرق إفريقيا.